# Кристофър Бъкстон
Кристофър Бъкстон (на английски: Christopher Buxton) е британски преводач и писател на произведения в жанра приключенски роман, исторически роман, социална драма и детска литература.

## Биография и творчество
Кристофър Дейвид Бъкстон е роден през 1950 г. във Великобритания, в семейството на театрален режисьор и актриса. Учи в мъжка католическа гимназия-интернат. Следва английска и американска филология в университета на Кент. След дипломирането си работи като учител в Португалия, Норвегия и България. Преподава дълги години специалност Медии и комуникации в колежа в Брейнтрий. Говори френски, български, норвежки и португалски.
В България пристига през 1977 г. и преподава три години в Английската гимназия в Бургас. В България се жени за литераторката Анна Иванова, с която живее да смъртта ѝ през 2020 г. Имат две деца – Малина и Иван Давид Владислав. Живеят в Есекс.
Заедно с преподавателската си дейност прави преводи на български модерни и класически поети и писатели – Емил Андреев, Калин Терзийски, Ивайло Петров, Милен Русков, Захари Карабашлиев, Васил Георгиев, Иван Ланджев, Деян Енев, Елин Пелин, Маргарита Петкова, Керана Ангелова, Иван Бързаков, Алек Попов, Румен Балабанов, и др. Основател е на българското издателство Black Sea Oleander Press, което издава антологии с преводна българска поезия. Заместник-председател е на Британско-българското дружество във Великобритания, с което представя български автори. За дейността си получава орден от министъра на културата на Република България и впоследствие получава българско гражданство.
Първият му роман „Далече от Дунава“ е публикуван през 2006 г.
В произведенията си включва моменти от историята и съвременния живот на България.
Кристофър Бъкстон живее в Колчестър и Бургас.

## Произведения

### Самостоятелни романи
- Far from the Danube (2006) [1][2][3]
Далече от Дунава, изд. ИК „Знаци“ (2006, 2017), прев. Анна Бъкстон, Тодор Кенов
- Prudence and the Red Baron (2008)
Прудънс и червения барон, изд.: „Сиела“, София (2008), прев. Тодор Кенов
- Radoslava and the Viking Prince (2011)
Радослава и викингският принц, изд. „Милениум“ (2011), прев. Тодор Кенов
- Svetlana is Dead (2011)
- Surge (2017)
Завръщане, изд. ИК „Знаци“ (2017), прев. Анна Бъкстон
- The Devil’s Notebook (2019)
Бележникът на дявола, изд. ИК „Знаци“ (2019), прев. Анна Бъкстон
- The Curse of Undying Dreams (2020)
Проклятието на вечните сънища, изд. ИК „Знаци“ (2021), прев. Анна Бъкстон

### Детска литература
- The Princess Commander and the Seven Scallywags (2014)[1][2]
Седемте палавници и властната принцеса, изд.: ИК „Абагар“, София (2014), прев. Живка Иванова
- In the Desert beyond the Labyrinth (2016)
В пустинята отвъд лабиринта : нови приключения на Умниция и седемте палавници, изд. „Олеандър“ (2018), прев. Анна Бъкстон

### Преводи
частично представяне
- „На изток – в рая“ – от Изабела Шопова[1][2]
- „Вътрешната стая“ – от Керана Ангелова
- „Бъди ми приятел“ – от Юлия Спиридонова
- „Мисия Лондон“ – от Алек Попов
- „Българите около Лондон: Къде ходят, какво правят и трябва ли да ме интересува?“ – от Никола Филипов
- „Възвишение“ – от Милен Русков, книгата получава наградата за литература на Европейския съюз